# Witko
Witko (XII wiek) - trzeci znany z imienia kasztelan kłodzki w drugiej połowie XII wieku.
Podobnie jak w przypadku jego poprzednika nie znamy szczegółów dotyczących jego życia, co wynika z małej liczby źródeł dotyczących dziejów ziemi kłodzkiej z okresu pełnego średniowiecza. Wiadomo, że był on słowiańskiego pochodzenia i należał do stanu rycerskiego. Zajmował stanowisko namiestnika ziemi kłodzkiej w 2 połowie XII wieku z ramienia Sobiesława II. Jego imię wymieniane jest jako świadek w dokumencie wystawionym w 1177 roku przez biskupa praskiego Fryderyka z Puttendorfu, w którym figuruje on jako castellanus de Kladsco.